# Dalmát domolykó
A dalmát domolykó (Squalius illyricus) a sugarasúszójú halak (Actinopterygii) osztályának a pontyalakúak (Cypriniformes) rendjébe, ezen belül a pontyfélék (Cyprinidae) családjába tartozó faj.

## Előfordulása
A dalmát domolykó Isonzó, Krka és Cetina vízgyűjtő területein él, de egyéb álló- és lassú folyású vizekben is megtalálható. Olaszországban 1850-től nem látták. Újabban Albániában is észrevették.

## Megjelenése
A hal teste nyújtott. 49-54 pikkelye van az oldalvonal mentén. Testhossza 15-20 centiméter, legfeljebb 30 centiméter.

## Életmódja
A fiatal példányok csoportosan élnek, míg az idősebbek magányosak. A mélyebb fenékhez közeli részeken tartózkodnak. Tápláléka főként férgek, apró rákok és rovarlárvák.

## Szaporodása
Május-júniusban ívik. A gazdag partmenti növényzet közé rakják le ikráit.